# Вильнёв (Аверон)
Вильнёв (фр. Villeneuve, окс. Vilanòva) — коммуна во Франции, находится в регионе Окситания. Департамент — Аверон. Административный центр кантона Вильнёв. Округ коммуны — Вильфранш-де-Руэрг.
Код INSEE коммуны — 12301.

## География
Коммуна расположена приблизительно в 500 км к югу от Парижа, в 105 км северо-восточнее Тулузы, в 45 км к западу от Родеза.

## Население
Население коммуны на 2008 год составляло 1952 человека.
| 1962 | 1968 | 1975 | 1982 | 1990 | 1999 | 2008 |
| ---- | ---- | ---- | ---- | ---- | ---- | ---- |
| 1473 | 1461 | 1493 | 1649 | 1891 | 2017 | 1952 |

## Экономика
В 2007 году среди 1146 человек в трудоспособном возрасте (15—64 лет) 829 были экономически активными, 317 — неактивными (показатель активности — 72,3 %, в 1999 году было 67,4 %). Из 829 активных работали 770 человек (423 мужчины и 347 женщин), безработных было 59 (24 мужчины и 35 женщин). Среди 317 неактивных 69 человек были учениками или студентами, 153 — пенсионерами, 95 были неактивными по другим причинам.

## Достопримечательности
- Церковь Сен-Сепюлькр[фр.] (XI век). Памятник истории с 1925 года[3]
- Башня Субиран[фр.] с городскими воротами. Памятник истории с 1928 года[4]
- Башня Кардальяк[фр.] с городскими воротами и навесными бойницами. Памятник истории с 1928 года[5]
- Церковь Святых Петра и Павла[фр.] (X век). Памятник истории с 1988 года[6]
- Замок Жиналь (XIV век). Памятник истории с 1980 года[7]
- Бывший монастырь. Памятник истории с 1996 года[8]
- Замок Тулонжерг. Памятник истории с 1997 года[9]
- Голубятня Фуарай (XVII век). Памятник истории с 2011 года[10]
- Музей искусств и популярных знаний

## Фотогалерея
- Церковь Сен-Сепюлькр
- Башня Субиран
- Башня Кардальяк
- Церковь Святых Петра и Павла
- Замок Тулонжерг
- Мэрия